# 이의 (문신)
이의(李顗, 생몰년 미상)는 고려 전기의 문신이자 문하시중(門下侍中) 이자연(李子淵)의 넷째 아들이고 문종의 처남이다. 자신의 본관인 인천(仁川)의 시조인 이허겸의 증손자이고 자매가 인예왕후니 순종, 선종, 숙종의 외삼촌이고 이자겸의 백부였다.

## 생애
이의는 이자연과 김인위의 딸, 계림국대부인(雞林國大夫人) 경주 김씨의 넷째 아들이다. 이의의 초기 생애는 군기주부(軍器注簿)에 문종이 1040-50년대에 제수(除授) 할때까지는 잘 알려지지 않다.

### 춘주도감창사
1068년(문종 22년)에 이의는 춘주도감창사(春州道監倉使)로 임명되어 북산면 청평리에 폐사(廢寺)된 청평사(淸平寺)를 중건하고 보현원(普賢院) 이라고 이름을 붙였다. 나중에는 장남인 이자현이 여기에서 생을 마칠때까지 살았다. 1080년(문종 34년)에는 병마부사(兵馬副使) 관직이 주어져서 춘천도를 떠났다.

### 여진의 침입
1080년 말(문종 34년)에는 동번(東蕃)이 고려를 침입하여 병마부사(兵馬副使) 관직이 주어져서 문정(文正), 최석(崔奭), 염한(廉漢)과 함께 3만의 군사를 이끌고 정주에서 승을 거뒀다. 동번들의 난을 평정하여 큰 공을 세우니 문종이 50냥이 되는 은합을 하사하고 태자빈객(太子賓客)으로 승급을 하였다.

### 생애 후반
생애 후반에는 좌산기상시(左散騎常侍) 지추밀원사(知樞密院事)에 임명되고 그후에는 문하시랑평장사(門下侍郞平章事)를 지냈다. 이의는 1082년 말 이후 고려사 기록들에 나타나지 않으니 그 이후에 사망한 것으로 추정된다.

## 가족 관계
- 조부 : 이한(李翰)
  - 아버지 : 이자연(李子淵), 문하시중
- 외조부 : 김인위(金因謂), 내사시랑평장사
  - 어머니 : 계림국대부인(雞林國大夫人) 경주 김씨
  - 장인 : 민창수(閔昌壽), 형부상서
    - 처 : 여흥군대부인(驪興郡大夫人)
      - 장남 : 이자현(李資玄, 1061(문종 15) - 1125(인종 3)), 대악서승
      - 차남 : 이자덕(李資德, 1071(문종 25) - 1138(인종 16)), 중서시랑평장사
        - 손자 : 이지정(李之正, 생몰년 미상), 전중소감
        - 손자 : 이지화(李之和, 생몰년 미상), 상의봉어

      - 딸 : 1072(문종 26)년생. 중서시랑평장사 문공원(文公元, 1084(선종 1) - 1156(의종 10))에게 출가